# The Woman on Trial
The Woman on Trial és una pel·lícula muda estatunidenca de 1927 dirigida per Mauritz Stiller, protagonitzada per Pola Negri, i basada en l'obra Confessió d'Erno Wajda. (també conegut com Ernest Vajda). Ha estat produïda per Adolph Zukor, Jesse L. Lasky, i B. P. Schulberg per a Paramount Pictures.
Fragments d'aquesta pel·lícula sobreviuen al Museum of Modern Art. A George Eastman House hi ha una bobina de sortides.

## Sinopsi
Mentre és jutjada en un tribunal francès per assassinat, Julie veu la seva vida en flaixbacs.

## Repartiment
- Pola Negri - Julie
- Einar Hanson - Pierre Bouton
- Arnold Kent - Gaston Napier
- Andre Sarti - John Morland
- Baby Dorothy Brock - Paul
- Valentina Zimina - Henrietta
- Sidney Bracey - Brideaux
- Bertram Marburgh - Advocat de Morland
- Gayne Whitman - Advocat de Julie